# Bauernstein Göhlitzsch

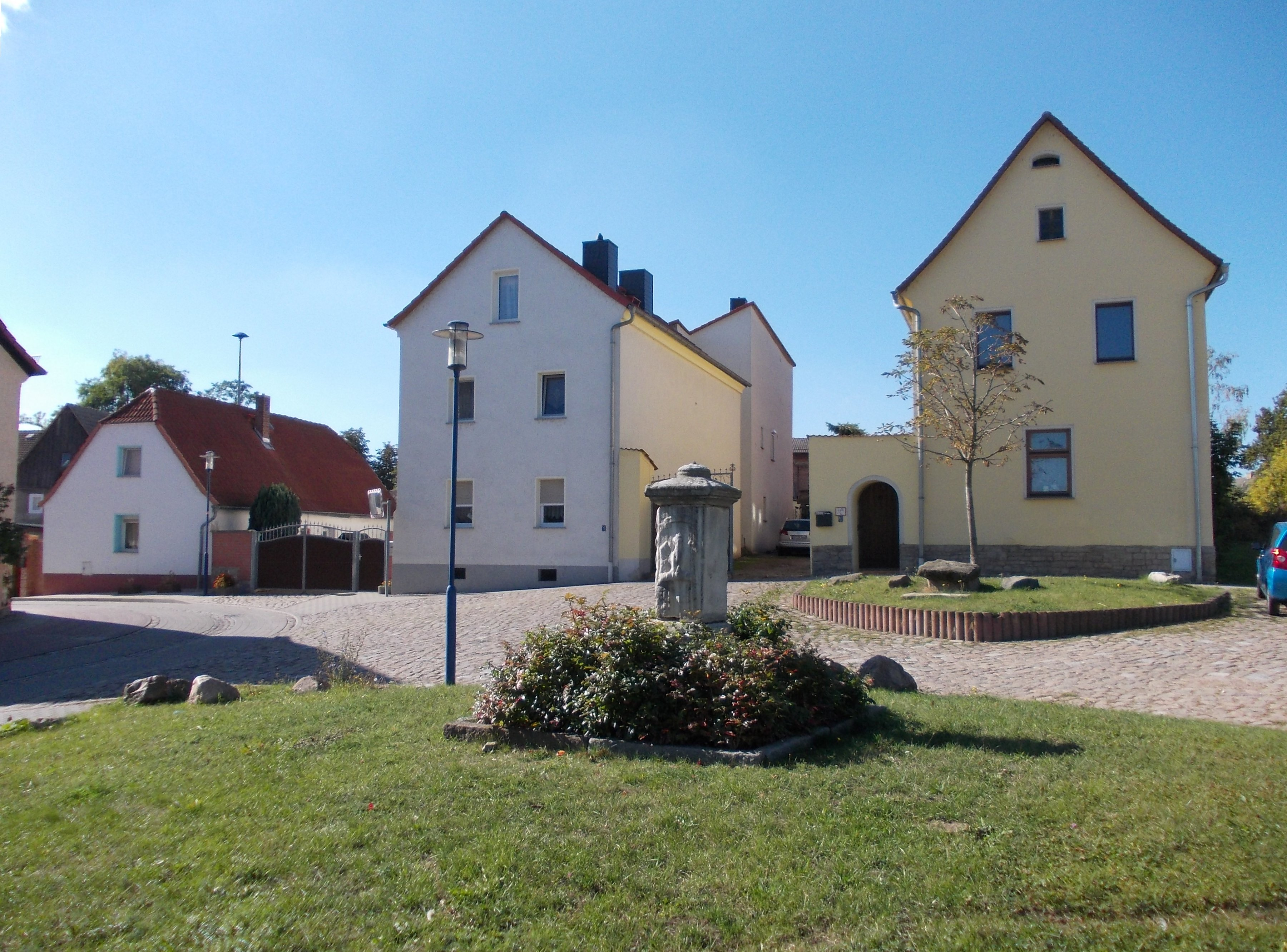
Rechts vom Denkmal im Hintergrund der Bauernstein von Göhlitzsch

Der Bauernstein Göhlitzsch ist ein denkmalgeschützter Bauernstein in der Ortschaft Göhlitzsch der Stadt Leuna in Sachsen-Anhalt. Im örtlichen Denkmalverzeichnis ist der Stein unter der Erfassungsnummer 428300288 als besonderer Stein verzeichnet.
Der Bauernstein befindet sich auf einer Grünanlage, östlich der Kirche von Gölitzsch. Bei dem Bauernstein von Göhlitzsch handelt es sich um eine Steingruppe aus sechs Steinen, wobei in der heutigen Anordnung zwei Steine als Tisch oder Podest dienen und vier Steine als Sitzplatz. In historischen Auszeichnungen und Bildern ist erkennbar, dass die Anordnung früher anders aussah. Da aber kein einheitliches Schema bei den Bauersteinen vorliegt, ließ man die Steine in ihrer jetzigen Anordnung.
Zum einen handelt es sich bei dem Bauernstein von Göhlitzsch um ein Bodendenkmal und zum anderen auch um ein Kulturdenkmal.